# Agononida marini
Agononida marini is een tienpotigensoort uit de familie van de Munididae. De wetenschappelijke naam van de soort is voor het eerst geldig gepubliceerd in 1994 door Macpherson.